# Території, окуповані Ізраїлем

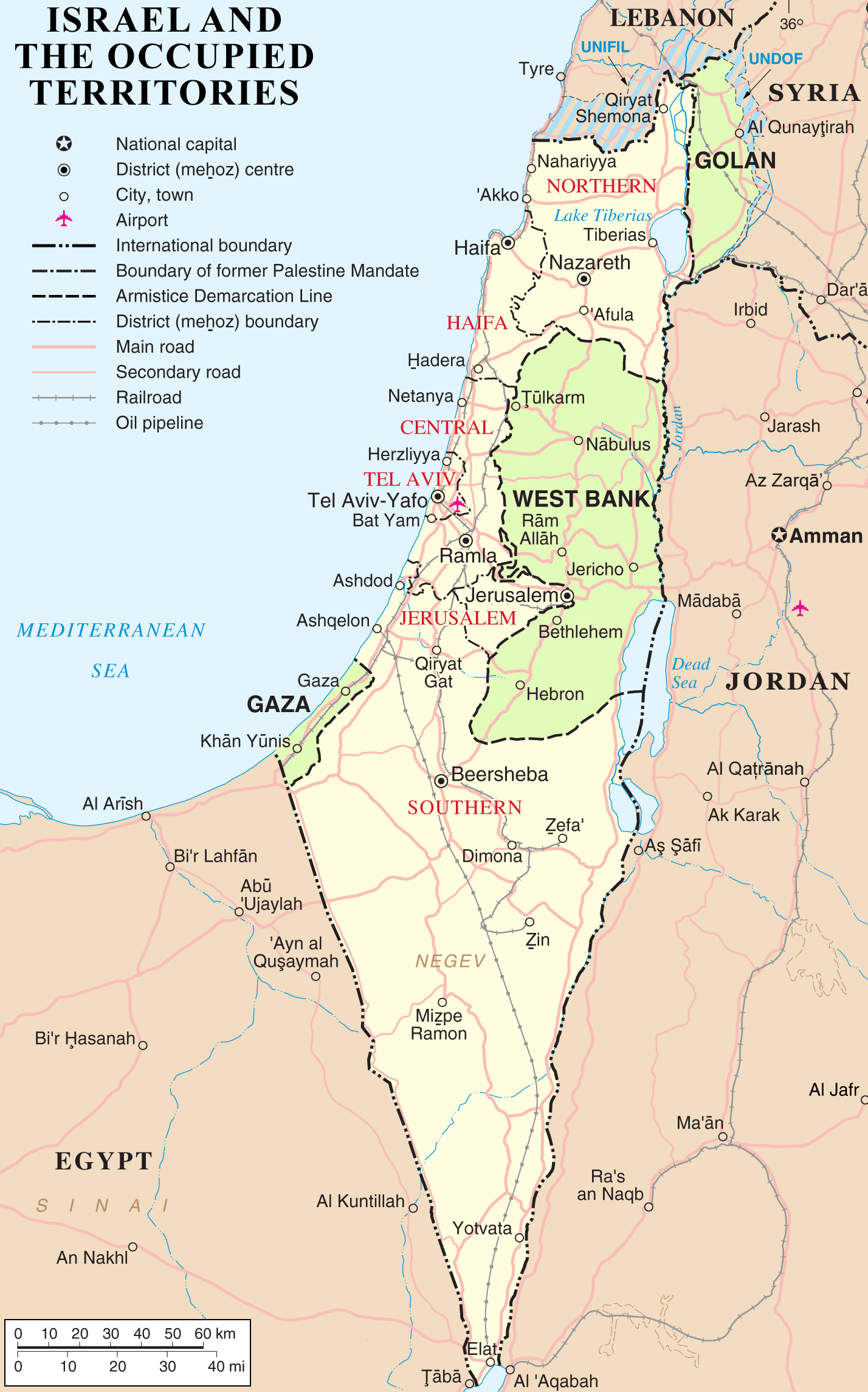

Окуповані Ізраїлем території — термін, яким позначають території під ізраїльським контролем, захоплені під час шестиденної війни 1967 року. До окупованих територій відносили такі регіони:
- Синайський півострів захоплений у 1967 році. У результаті Кемп-Девідської мирної угоди між Ізраїлем і Єгиптом ці території були повернуті Єгипту (Ізраїльська окупація Синайського півострова).
- Західний берег річки Йордан. Був захоплений у 1948 році. Анексія Західного берегу не була визнана світовим співтовариством. Усупереч міжнародному законодавству Ізраїль будує там поселення. З 1991 року за результатами мирного процесу в Осло, більшість територій Західного берега знаходяться під контролем Палестинської автономії.
- Голанські висоти. Перебували під контролем Сирії. Після шестиденної війни перейшли під контроль Ізраїлю. Питання приналежності висот є ключовим питанням в процесі урегулювання відносин між Ізраїлем та Сирією.
- Сектор Гази. Перебував під контролем Єгипту з 1948 року З 1968 до 1991 року — під контролем Ізраїлю. За результатами мирної угоди в Осло передані Палестинській автономії. У 2005 році Ізраїль в однобічному порядку ліквідував ізраїльські поселення та вивів війська з регіону. З 2006 року перебуває під блокадою та ембарго Ізраїлю.
- Східний Єрусалим. Був захоплений Ізраїлем у 1949 році та анексований у 1980 році. Резолюція ООН засудила анексію і визнала її неправомірною.
- Південний Ліван (Ізраїльська окупація Південного Лівану).